# Alfred Jonas
Alfred Alois Jonas (* 22. Juni 1903 in Oppeln; † 20. Januar 1959 in Wissen) war ein deutscher Politiker (NSDAP).

## Leben und Wirken

### Frühes Leben
Jonas wurde als unehelicher Sohn der Stenografistin Theresia Ditschker und des Kassierers Karl Alfred Jonas geboren. Er wurde 1908 legitimiert, als seine Eltern in Breslau heirateten. Nach dem Besuch der Vorschule und des Gymnasiums in Breslau gehörte Alfred Jonas von 1921 bis 1923 als Freiwilliger dem Oberschlesischen Selbstschutz an. Für seine Leistungen während dieser Zeit wurde er mit dem Schlesischen Adler beider Klassen ausgezeichnet. Von 1923 bis 1925 arbeitete er als Bürogehilfe und Reisender.
Von 1925 bis 1931 war Jonas in der Breslauer Stadtmission tätig. Anschließend besuchte er von Mai 1931 bis März 1933 die Schule für Volkspflege in Spandau. Im Juli 1933 erhielt er die staatliche Anerkennung als Volkspfleger. In der Zeit vom 14. August 1933 bis zum 30. Mai 1934 verdiente Jonas seinen Lebensunterhalt als Expedient und als Sonderermittler beim Fürsorgeamt in Breslau Kreisstelle 7.

### Laufbahn im NS-Staat
Zum 1. August 1930 trat Jonas in die NSDAP ein (Mitgliedsnummer 291.730). Am 1. Juli wurde er auch Mitglied der NSBO (Mitgliedsnummer 186.594). Für die Partei war er seit 1931 als Schulungsredner tätig. Im August 1933 wurde er Redner der NS-Volkswohlfahrt und im Mai 1937 Gauredner der NSDAP. Am 6. September 1933 wurde Jonas zum Amt für Volkswohlfahrt der NSDAP im Kreis Breslau-Stadt beurlaubt, wo er bis zum 6. April 1934 Aufgaben als Abteilungsleiter für das Winterhilfswerk tätig war. Vom 7. April 1934 bis zum 5. Juni 1934 fungierte er im Amt für Volkswohlfahrt im Kreis Breslau als Geschäftsführer, anschließend bis zum 15. März 1936 als Kreisamtsleiter. Am 15. März 1936 wurde er zum Kreisleiter der NSDAP im Kreis Hindenburg ernannt.
Vom 1. Oktober 1935 bis zum 15. März 1936 war er Ratsherr der Stadt Breslau. Daneben saß er vom 1. Oktober 1935 bis zum 15. März 1936 im Beirat für das Fürsorgeamt, das Jugendamt und die Anstalten des Gesundheitsamtes. Ferner war er seit dem 8. Mai 1936 Beauftragter der NSDAP bei der Stadtverwaltung von Hindenburg in Oberschlesien. Seit dem Januar 1938 war er außerdem Beisitzer im Ehren- und Disziplinargericht der Deutschen Arbeitsfront im Gau Oberschlesien und wurde dort im August 1938 Ehrenrichter.
Von März 1936 bis zum Ende der NS-Herrschaft im Frühjahr 1945 saß Jonas als Abgeordneter für den Wahlkreis 9 (Oppeln) im nationalsozialistischen Reichstag.

### Zweiter Weltkrieg und Nachkriegszeit
Während des Zweiten Weltkrieges leistete Jonas Militärdienst. Im Krieg wurde er schwer verletzt, was dazu führte, dass er völlig erblindete und bis 1949 in einem Lazarett verbleiben musste. Am 30. September 1949 wurde er mit dem Status „vollblind“ aus dem Lazarett entlassen.
1949 ließ Jonas sich in Hermannsburg nieder. Im August 1956 zog er nach Oberirsen im Landkreis Altenkirchen, wo er in der Dorfstraße 4 lebte. Er verstarb 1959 im Krankenhaus in Wissen.

## Ehe und Familie
Jonas heiratete am 2. März 1957 beim Standesamt Weyerbusch.